# Princess of China
«Princess of China» (с англ. — «Принцесса Китая») ― дуэт британской рок-группы Coldplay и барбадосской певицы Рианны. Песня была выпущена в качестве четвёртого сингла с альбома Mylo Xyloto и была отправлена на основное радио США 14 февраля 2012 года. Позже она была выпущена в виде цифровой загрузки 13 апреля 2012 года. Сопутствующий мини-альбом к синглу, содержащий акустическую версию песни, был выпущен 1 июня 2012 года. Песня была встречена в целом неоднозначной реакцией музыкальных критиков, причем некоторые хвалили сотрудничество Мартина и Рианны, другие критиковали его за то, что он был общим и скучным. Песня хорошо зарекомендовала себя в международных чартах по всему миру. Она достигла 20-го места в американском чарте Billboard Hot 100 и четвёртого места в UK Singles Chart. Она также попала в первую десятку австралийских и новозеландских чартов и в пять других международных чартов.

## Критика
Песня получила смешанные отзывы музыкальных критиков. Рецензент NME прокомментировал, что «Princess of China» ― это попытка звучать как можно более ориентированно на поп-музыку. Джош Иллс написал в своем обзоре для Rolling Stone, что «Princess of China» ― это баллада о потере и сожалении, в главной роли Рианна. Джуда Джозеф из The Huffington Post похвалил песню и отметил, что она, скорее всего, будет выбрана в качестве сингла, чтобы получить эфир и просто потому, что она просто слишком хороша. Нил Маккормик из Daily Telegraph положительно отозвался о песне и назвал сотрудничество эффективным, написав, что богато текстурированная поддержка выявляет интересные нюансы в её милом, но жестком вокале, но именно английская душевность самого Мартина действительно добавляет глубины. Джейсон Липшутц из Billboard назвал её самой эпической песней о расставании за последнее время.

## Клип
Видео было снято в марте 2012 года в Лос-Анджелесе. Режиссёрами фильма выступили Адриа Петти и Алан Бибби. Рианна описала свой образ в видео как «гейша-гангста-гот». Начиная с 17 апреля 2012 года, турне-версия видео начала проигрываться позади группы, когда они исполняли песню во время своего североамериканского тура Mylo Xyloto. В тур-версии видео Рианна изображена в двух разных костюмах и с золотыми накладками для ногтей. Он содержит визуальные отсылки к различным китайским фильмам, в том числе «Крадущийся тигр, затаившийся дракон» и «Герой», «Дом летающих кинжалов» и «Проклятие золотого цветка». Видео было официально выпущено 2 июня 2012 года.

## Трек-лист
| №  | Название                                  | Длительность |
| -- | ----------------------------------------- | ------------ |
| 1. | «Princess of China» (Radio edit)          | 3:39         |
| 2. | «Princess of China» (Invisible Men remix) | 3:49         |

| №  | Название                                  | Длительность |
| -- | ----------------------------------------- | ------------ |
| 1. | «Princess of China» (Radio edit)          | 3:39         |
| 2. | «Princess of China» (Invisible Men remix) | 3:46         |
| 3. | «Paradise» (Tiësto remix)                 | 4:46         |
| 4. | «Princess of China» (Acoustic)            | 3:26         |

| №  | Название                                  | Длительность |
| -- | ----------------------------------------- | ------------ |
| 1. | «Princess of China» (Radio edit)          | 3:35         |
| 2. | «Princess of China» (Invisible Men remix) | 3:49         |
| 3. | «Princess of China» (Album version)       | 3:59         |
| 4. | «Princess of China» (Instrumental)        | 3:59         |

| №  | Название                                     | Длительность |
| -- | -------------------------------------------- | ------------ |
| 1. | «Princess of China» (Andre Sobota Remix)     | 5:06         |
| 2. | «Princess of China» (Invisible Men Remix)    | 3:49         |
| 3. | «Princess of China» (Kat Krazy Remix)        | 3:31         |
| 4. | «Princess of China» (Kat Krazy Extended Mix) | 4:49         |

## Чарты и сертификации
| Чарт(2011—2012)                     | Высшая позиция |
| ----------------------------------- | -------------- |
| Австралия (ARIA)                    | 16             |
| Австрия (Ö3 Austria Top 40)         | 25             |
| Бельгия/Фландрия (Ultratop 50)      | 20             |
| Бельгия/Валлония (Ultratop 50)      | 24             |
| Канада (Billboard Canadian Hot 100) | 17             |
| СНГ (TopHit)                        | 155            |
| Чехия (Rádio — Top 100)             | 5              |
| Дания (Tracklisten)                 | 7              |
| Finland (Finland's Official List)   | 14             |
| Франция (SNEP)                      | 24             |
| Германия (GfK)                      | 41             |
| Greece Digital Songs (Billboard)    | 8              |
| Венгрия (Single Top 40)             | 3              |
| Венгрия (Rádiós Top 40)             | 18             |
| Ireland (IRMA)                      | 5              |
| Israel (Media Forest TV Airplay)    | 1              |
| Italy (FIMI)                        | 16             |
| Израиль (Media Forest)              | 5              |
| Нидерланды (Dutch Top 40)           | 20             |
| Mexico Inglés (Billboard)           | 2              |
| Новая Зеландия (Recorded Music NZ)  | 8              |
| Норвегия (VG-lista)                 | 8              |
| Шотландия (OCC Scotland)            | 4              |
| Словакия (Rádio — Top 100)          | 30             |
| Испания (PROMUSICAE)                | 24             |
| Швейцария (Schweizer Hitparade)     | 20             |
| Великобритания (OCC UK Singles)     | 4              |
| США (Billboard Hot 100)             | 20             |
| США (Billboard Pop Airplay)         | 24             |

| Чарт(2012)                     | Позиция |
| ------------------------------ | ------- |
| Belgium (Ultratop 50 Flanders) | 90      |
| Belgium (Ultratop 50 Wallonia) | 94      |
| Hungary (Rádiós Top 40)        | 69      |
| UK Singles (OCC)               | 25      |

| Регион | Сертификация | Продажи |
| --- | ------------ | ------- |
| Австралия (ARIA) | Платиновый   | 70 000^ |
| Дания (IFPI Danmark) | Золотой      | 15 000^ |
| Италия (FIMI) | Платиновый   | 30 000* |
| Мексика (AMPROFON) | Золотой      | 30 000* |
| Новая Зеландия (RMNZ) | Золотой      | 7500*   |
| Великобритания (BPI) | Платиновый   | 852,000 |
| * Данные о продажах приведены только на основе сертификации. ^ Данные о тиражах приведены только на основе сертификации. |              |         |